# Asmoławiczy (przystanek kolejowy)
Asmoławiczy (biał. Асмолавічы; ros. Осмоловичи) – przystanek kolejowy w pobliżu miejscowości Asmoławiczy, w rejonie klimowickim, w obwodzie mohylewskim, na Białorusi. Położony jest na linii Orsza – Krzyczew – Uniecza.